# Callistodermatium
Callistodermatium — рід грибів родини Tricholomataceae. Назва вперше опублікована 1981 року.

## Класифікація
До роду Callistodermatium відносять 2 види:
- Callistodermatium aurantium
- Callistodermatium violascens